# ヴィート・ダージオ
ヴィート・ダージオ（伊: Vito d'Asio）は、イタリア共和国フリウリ＝ヴェネツィア・ジュリア州ポルデノーネ県にある、人口約700人の基礎自治体（コムーネ）。

## 地理

### 位置・広がり
ポルデノーネ県北東端のコムーネで、北と東はウーディネ県に接する。ヴィート・ダージオの集落は、トルメッツォの南南西約20km、ウーディネの北西約29km、県都ポルデノーネの北東約37km、州都トリエステの北西約91mに位置する。

#### 隣接コムーネ
隣接するコムーネは以下の通り。括弧内のUDはウーディネ県所属を示す。
- カステルノーヴォ・デル・フリーウリ
- カヴァッツォ・カルニコ (UD)
- クラウツェット
- フォルガリーア・ネル・フリウーリ (UD)
- ピンツァーノ・アル・タリアメント
- プレオーネ (UD)
- トラモンティ・ディ・ソット
- トラザーギス (UD)
- ヴェルゼーニス (UD)

### 気候分類・地震分類
ヴィート・ダージオにおけるイタリアの気候分類 (it) および度日は、zona E, 2962 GGである。
また、イタリアの地震リスク階級 (it) では、zona 1 (sismicità alta) に分類される。

## 行政

### 分離集落
ヴィート・ダージオには、以下の分離集落（フラツィオーネ）がある。
- Anduins (sede comunale), Casiacco, Pielungo, San Francesco, Vito d'Asio